# Clémentine de Bourges
Clémentine de Bourges, née à Lyon et morte le 30 septembre 1561, est une compositrice française.

## Biographie
Clémentine de Bourges naît à Lyon, probablement au xvie siècle. Elle a été mise au rang des plus grands compositeurs par George Grove ainsi qu'Hermann Mendel. Elle est virtuose sur plusieurs instruments et son érudition est tenue en grande estime par ses contemporains.
Dans l'Orgeltabulaturbuch de Jacob Paix se trouve le chœur à quatre parties Da bei rami de la compositrice. Elle épouse Jean de Peyrat, officier du roi, tué en 1560 dans une rixe avec les Huguenots. Elle meurt l'année suivante, le 30 septembre 1561.